# Philippe Barroso
 Philippe Barroso, né le 1er août 1955 à Pau, est un skieur alpin français.

## Biographie
En 1960, il s'initie au ski dans la station de Gourette où son père tient un commerce.
En mars 1973, à La Foux d'Allos, il est sacré Champion de France de combiné, ainsi que vice-champion de France de descente et de slalom (derrière Jean-Louis Vidal).
Cette année il intègre l'équipe de France Elite dans des circonstances compliquées, alors que la fédération française dépassée par les évènements, vient de décapiter les équipes de France de ski alpin.
En 1974, il prend une bonne 9e place aux championnats du monde de slalom à Saint-Moritz. Il s'y classe aussi 16e du slalom géant.
C’est en décembre 1975 qu'il obtient son meilleur résultat en Coupe du monde avec une 9e place dans le slalom géant de Madonna di Campiglio. En février 1976, il participe aux jeux olympiques d'Innsbrück où il se classe 25e dans le slalom géant. En mars 1976, il est sacré Champion de France de slalom géant. En comptabilisant les titres obtenus dans les différentes catégories d'âge, c’est son 17e titre de champion de France.
Après sa carrière, il fonde à Gourette son école de ski (« Ski École Pyrénées ») qui opère pendant 7 ans.
Il se lance en 1982 dans l'immobilier en créant sa propre agence.

## Vie privée
Il est marié et a 4 enfants dont Laura qu'il a eu avec l'actrice Caroline Berg.

## Palmarès

### Jeux olympiques
| Épreuve / Édition | Slalom géant |
| JO 1976 Innsbrück | 25e          |

### Championnats du monde
| Épreuve / Édition          | Géant | Slalom |
| Mondiaux 1974 Saint-Moritz | 16e   | 9e     |

### Coupe du monde
- Meilleur classement général : 56e en 1976.
- Meilleur classement de slalom géant : 23e en 1976.

- Meilleur résultat sur une épreuve de slalom géant: 9e à Madonna di Campiglio en décembre 1975

#### Classements
| Saison / Épreuve | Saison / Épreuve | Général | Général | Descente | Descente | Slalom géant | Slalom géant | Slalom | Slalom | Combiné | Combiné |
| ---------------- | ---------------- | ------- | ------- | -------- | -------- | ------------ | ------------ | ------ | ------ | ------- | ------- |
| Saison / Épreuve | Saison / Épreuve | Class.  | Points  | Class.   | Points   | Class.       | Points       | Class. | Points | Class.  | Points  |
| 1975-1976        | 1975-1976        | 56e     | 2       | -        | -        | 23e          | 2            | -      | -      | -       | -       |

### Championnats de France

#### Élite
| Édition / Epreuve                   | Descente | Slalom géant | Slalom | Combiné |
| ----------------------------------- | -------- | ------------ | ------ | ------- |
| Championnats 1973 La Foux d'Allos   | Argent   |              | Argent | Or      |
| Championnats 1975 Mégève / Pra-Loup | -        | Argent       | Ab     | -       |
| Championnats 1976 Briançonnais      |          | Or           |        |         |